# Frederikshavn Gymnasium og HF
Frederikshavn Gymnasium er et dansk gymnasium beliggende i Frederikshavn. Skolen har ca. 600 elever.
Gymnasiet blev grundlagt som Frederikshavn Kommunale Gymnasium i 1947. Udover almen studentereksamen og hf udbyder Frederikshavn Gymnasium en særlig Maritim Student-linje i samarbejde med MARTEC i Frederikshavn. Maritim Student kan fra august 2020 læses som både HF og STX - sidstnævnte udbydes kun i Frederikshavn.
Sportsinteresserede elever kan også gå på Sportsakademiet, mens de læser på gymnasiet.
Rektor fra februar 2020 er Thomas Svane Christensen.[kilde mangler]

## Kendte studenter
- 1951: Hanne Marie Svendsen, forfatter[kilde mangler]
- 1958: Jens Christian Larsen, fhv. folketingsmedlem[kilde mangler]
- 1965: Marianne Gade, forfatter[kilde mangler]
- 1972: Jørgen Lenger, fhv. folketingsmedlem[kilde mangler]
- 1975: Klaus Thrane, trommeslager[kilde mangler]
- 1976: Torben M. Andersen, økonom[kilde mangler]
- 1976: Jens Gaardbo, journalist og studievært[kilde mangler]
- 1977: Bruno Jerup, fhv. folketingsmedlem[kilde mangler]
- 1989: Kim Mouritsen, fhv. folketingsmedlem[kilde mangler]
- 1989: Christian Wejse, dansk læge[1]
- 1996: Jasper Stadum, journalist[kilde mangler]
- 1998: Sanne Munk Jensen, forfatter[kilde mangler]
- 2005: Stefan Lassen, ishockeyspiller[2][3]
- 2007: Jesper Jensen, ishockeyspiller[4]
- 2008: Teis Volstrup, formand for Danske Skoleelever og politiker[kilde mangler]
- 2010: Katrine Fuglsang, journalist[kilde mangler]